# Makerspace

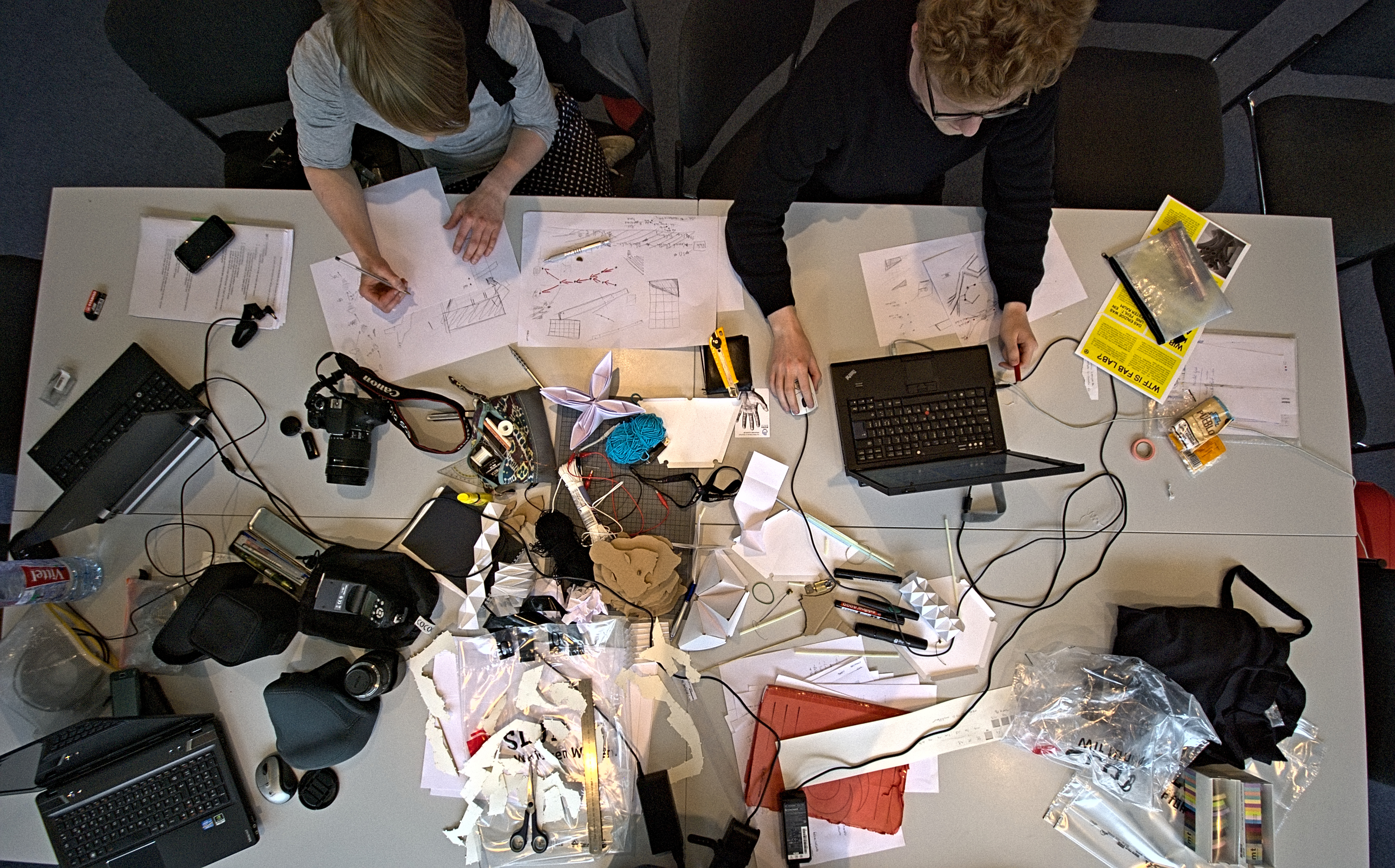
Un makerspace en Allemagne.

Un makerspace est un tiers-lieu de type atelier de fabrication numérique, évolution du hackerspace, ouvert au public. Il met à disposition des machines-outils et machines-outils à commande numérique habituellement réservées à des professionnels dans un but de prototypage rapide ou de production à petite échelle.

## Caractéristiques
Le site Makerspace.com décrit ces endroits comme : 

« ...des lieux communautaires où des outils sont présents. Les makerspaces combinent des outils de fabrication, une communauté et des moyens éducatifs afin de permettre aux membres de cette communauté de dessiner, prototyper et créer des objets manufacturés qu'il ne serait possible de créer pour une personne travaillant seul. Ces espaces peuvent se créer aussi bien autour d'individus souhaitant partager lieux et machines qu'au sein d'une association à buts lucratifs ou non, écoles, universités, bibliothèques, etc. Mais tous sont unis dans le but de fournir l'accès à l'équipement, à la communauté et à l'éducation et tous sont uniques en fonction des besoins de la communauté formant le lieu. »

Évolution du hackerspace, donc perpétuant l'éthique hacker, ces endroits cherchent, en plus de fournir des outils, à fournir des compétences et des savoirs. Nicolas Bard, cofondateur de ICI Montreuil, insiste sur ce point, montrant le rattachement aux valeurs de la culture maker : 

« Nous sommes effectivement dans la famille des tiers-lieux où des entrepreneurs partagent des locaux. Toutefois, nous n’appartenons pas à la famille des lieux qui ne proposent que des espaces de travail partagés. Notre objectif est de créer un écosystème et de faire en sorte que nos résidents s’entraident et puissent développer leur activité. À Montreuil, nous fonctionnons en réseau avec une pépinière de start-up à 200 mètres, une brasserie artisanale, etc. Notre travail est d’aider nos résidents à booster leur business, pas seulement de les héberger. »

## Éthique et valeurs
Dans L'Éthique hacker et l'esprit de l'ère de l'information, Pekka Himanen, philosophe finlandais, définit l'éthique hacker en plusieurs points dont deux caractérisant directement tiers-lieux, hackerspaces et makerspaces :
1. travail : la mise au travail des hackers du logiciel libre consiste dans le plaisir, dans le jeu, dans l’engagement dans une passion. Pour Linus Torvalds, « Linux a largement été un hobby (mais un sérieux, le meilleur de tous). »  Les hackers parviennent à s’affranchir du recours à l’autorité hiérarchique pour coordonner leurs activités, en lui substituant comme modalité principale la coopération directe ;
2. financier : le mobile de l’activité du hacker n’est pas l’argent. Un des fondements mêmes du mouvement du logiciel libre, initié par les hackers, consiste précisément à rendre impossible l’appropriabilité privée de la production logicielle et donc la perspective d’en tirer profit. Là encore, on trouve comme mobiles qui président à l’engagement dans le travail coopératif volontaire la passion, la créativité et la socialisation.

L’éthique hacker, selon Himanen, est « une nouvelle éthique du travail qui s’oppose à l’éthique protestante du travail telle que l’a définie Max Weber ». Elle constitue une innovation sociale susceptible d’avoir une portée qui dépasse largement les limites de l’activité informatique.

Les valeurs de la culture maker sont très proches : 

« La culture maker encourage l'apprentissage informel, social et coopératif en se focalisant sur la création d'objets pouvant aller des robots ou impressions 3D à des vêtements ou autres formes d'artisanat. Elle mettra l'accent sur l'expérimentation, sur l'innovation, sur le passage à la pratique et sur l'autonomie. Elle se caractérisera par un apprentissage ludique où la prise de risque et le fait de commettre des erreurs seront encouragés car rendus possibles par un processus itératif rapide. »

Engendrant aux travers des projets initiés dans chacun d'eux un nombre important de biens communs informationnels, les makerspace proposent la possibilité d'alimenter un patrimoine informationnel commun, en général sur le modèle wiki. Cette méthodologie contraignante de documentation systématique des projets initiés au sein du lieu a amené plusieurs makerspaces et fab labs à se pencher sur le problème.

## Histoire
Le c-base de Berlin, créé en 1995 est considéré comme le premier hackerspace bien que The Geek Group (en) ait fondé une initiative similaire en 1994. Il a d'abord été considéré comme un hackerspace avant d'évoluer en makerspace pour répondre aux besoins en machines de la communauté.

## Évolution
Le type de makerspace le plus connu actuellement est le fab lab, makerspace assurant de suivre une charte écrite par le M.I.T. (Massachusetts Institute of Technology) et dont le réseau s'étend dans le monde entier.
Neil Gershenfeld, physicien et informaticien, professeur au sein du M.I.T., posa les bases de ce qu'allaient devenir les fab labs, le premier ouvrant au sein de l'université en 2001.
Néanmoins la charte des fab labs étant ouverte à de nombreuses interprétations quant à la gestion des droits d'auteurs ainsi qu'à l'application des licences MIT,, permissives, voire laxistes, rendant difficile leur défense en justice, plusieurs makerspaces ont refusé délibérément d'être des fab labs, c'est par exemple le cas de MicroFactory, à Bruxelles.
Là où beaucoup de makerspaces se créeront autour d'une communauté voulant partager des compétences, le phénomène de mode autour des fab labs fera se créer des fab labs disposant « également de nombreux équipements, mais sans les savoir-faire : on vous donne seulement le mode d’emploi, sans garantie d’arriver à un résultat final probant », d'après Nicolas Bard, cofondateur du makerspace ICI Montreuil.
Plusieurs autres initiatives cherchant à créer un réseau de makerspaces ont vu le jour, par exemple le réseau d'ateliers TechShop auquel s'est associé Leroy Merlin en France.
Née au début des années 1990, l'initiative Men's shed (en), principalement présente en Australie et comptant maintenant près de 1 400 lieux, cherche à renouer un lien social chez les personnes âgées par le travail et le partage des connaissances,. Cette initiative est considérée comme un cousin des makerspaces car elle a évolué et s'étend maintenant à d'autres catégories de personnes et d'autres domaines.

## Enjeux en matière de développement
Au sein de ces lieux de fabrication, la créativité individuelle est encouragée autour du terme Do It Yourself. Cette philosophie représente un modèle d'innovation centré sur l'utilisateur, décrit par Eric Von Hippel (en) : les consommateurs sont à l'origine d'une innovation ascendante, à hauteur de 77 % pour les instruments scientifiques
La majorité de ces innovations issues d'un utilisateur ou bricolo-créateur (maker), intéressent dans un premier temps uniquement leur propre créateur, puis son entourage ou son milieu professionnel. Par les outils numériques grandissant, la distribution de ces innovations deviendrait un enjeu économique.
Selon une hypothèse, ce serait la fin de l'obsolescence programmée, puisque la fabrication d'objets libres permettrait de remplacer les pièces usées. Donc un progrès écologique et économique majeur. Selon l'autre, au contraire, il ne serait ni rentable, ni écologiquement durable que chacun puisse disposer de son fab labs, mais certains des auteurs du concept espèrent un jour en faire un périphérique distant, mais courant des ordinateurs individuels, permettant la création (éventuellement collaborative et libre) de nouveaux objets, ou la réalisation d'objets directement à partir de plans disponibles librement sur le web. Des logiciels libres pouvant également être utilisés.

## Enjeux sociaux, éthiques, économiques et prospectifs
Le développement des makerspaces, dû en grande partie à l'initiative Fab lab du MIT, qui dépend aussi du maintien de la « bricolabilité » et donc de l'interopérabilité des dispositifs technologies informatiques, pourrait modifier voire bouleverser une partie des logiques d'offre et demande mises en place par l'économie industrielle et de marché des XIXe et XXe siècles.
Selon ses usages et localisations, un outil de type makerspace pourrait en effet contribuer à appauvrir ou exploiter des sociétés ou populations déjà appauvries ou vulnérables en délocalisant et dématérialisant l'emploi et la production là où l'offre serait la moins chère (avec probablement une protection sociale, sanitaire et environnementale moindre), ou au contraire libérer certaines populations de leur dépendance à des producteurs éloignés (en diminuant les coûts de transports, frais de licence, droit de propriété intellectuelle, etc.).
De même selon la manière dont ils seront utilisés, ils pourront exacerber le gaspillage d'énergie et de ressource, ou au contraire s'inscrire dans une logique d'écodéveloppement.
La diffusion des makerspace permettrait aussi théoriquement de faciliter la production et diffusion de faux ou de copies illégales d'objets matériels.
Le makerspace peut aussi être un outil d'aide à l'insertion et à la formation de publics en difficulté. Un moyen d'amener le numérique vers des publics peu enclin à l'usage de l'informatique et ainsi contribuer à l'e-insertion, à la réduction de la fracture numérique.